# Клушино (Московская область)
Клушино — деревня в Московской области России. Входит в городской округ Химки. 

## География
Деревня Клушино расположена в центральной части Московской области, на северо-западе округа, примерно в 19 км к северо-западу от центра города Химки и в 25 км к юго-востоку от города Солнечногорска, в 20 км от Московской кольцевой автодороги, на левом берегу впадающей в Оку реки Клязьмы.
В деревне 7 улиц — Армейская, Дачная, Издательская, Лесная, Маковая, Песочная, и Речная, зарегистрировано 4 садовых товарищества и КДЗ Рождественский парк, последний насчитывает около 150 домов, с постоянно проживающими жильцами. Ближайшие населённые пункты — деревни Лунёво, Веревское, Владычино и Поярково.

## История
В «Списке населённых мест» 1862 года Клушина (Клушино) — владельческая деревня 6-го стана Московского уезда Московской губернии по правую сторону Санкт-Петербургского шоссе (из Москвы), в 35 верстах от губернского города, при колодцах и реке Клязьме, с 16 дворами и 96 жителями (55 мужчин, 41 женщина).
По данным на 1890 год входила в состав Дурыкинской волости Московского уезда, число душ составляло 85 человек.
В 1913 году — 33 двора, близ деревни мельница на реке Клязьме, в 1 версте камера земского начальника 1 участка Московского уезда.
По материалам Всесоюзной переписи населения 1926 года — центр Клушинского сельсовета Бедняковской волости Московского уезда, проживало 215 жителей (94 мужчины, 121 женщина), насчитывалось 40 крестьянских хозяйств.
С 1929 года — населённый пункт в составе Сходненского района Московского округа Московской области. Постановлением ЦИК и СНК от 23 июля 1930 года округа как административно-территориальные единицы были ликвидированы.
1929—1932 гг. — деревня Льяловского сельсовета Сходненского района.
1932—1954 гг. — деревня Льяловского сельсовета Солнечногорского района.
1954—1957 гг. — деревня Кировского сельсовета Солнечногорского района.
1957—1960 гг. — деревня Кировского сельсовета Химкинского района.
1960—1963 гг. — деревня Кировского сельсовета Солнечногорского района.
1963—1965 гг. — деревня Кировского сельсовета Солнечногорского укрупнённого сельского района.
1965—1994 гг. — деревня Кировского сельсовета Солнечногорского района.
В 1994 году Московской областной думой было утверждено положение о местном самоуправлении в Московской области, сельские советы как административно-территориальные единицы были преобразованы в сельские округа.
В 1994—2004 гг. деревня входила в Кировский сельский округ Солнечногорского района, в 2005—2019 годах — в Лунёвское сельское поселение Солнечногорского муниципального района, в 2019—2022 годах  — в состав городского округа Солнечногорск, с 1 января 2023 года включена в состав городского округа Химки.
Катастрофа Ту-104
28 ноября 1976 года близ Клушина потерпел катастрофу самолёт Аэрофлота Ту-104, следовавший рейсом 2415 (Москва — Ленинград) из аэропорта Шереметьево. В результате все 73 находившихся на борту авиалайнера человека погибли.

## Население
| 1852 | 1859 | 1890 | 1899 | 1926 | 1932 | 1966 |
| ---- | ---- | ---- | ---- | ---- | ---- | ---- |
| 97   | ↘96  | ↘85  | ↗139 | ↗215 | ↗235 | ↘75  |
| 1998 | 2002 | 2010 |      |      |      |      |
| ↘25  | ↘10  | ↗39  |      |      |      |      |

Население — около 150—200 чел. (2022, с учетом СНТ «Росинка» и КДЗ «Рождественский Парк»).